# William Eustis
William Eustis (ur. 10 czerwca 1753 roku w Cambridge w stanie Massachusetts, zm. 6 lutego 1825 roku w Bostonie) – amerykański polityk i chirurg wojskowy.
Podczas wojny o niepodległość Stanów Zjednoczonych opatrywał rannych żołnierzy między innymi podczas bitwy pod Bunker Hill.
W latach 1801–1805 podczas szóstej i siódmej kadencji Kongresu Stanów Zjednoczonych reprezentował stan Massachusetts w Izbie Reprezentantów Stanów Zjednoczonych.
W latach 1809–1813 pełnił funkcję sekretarza wojny Stanów Zjednoczonych w gabinecie prezydenta Jamesa Madisona. Funkcję tę pełnił podczas wojny brytyjsko-amerykańskiej.
W latach 1814–1818 był amerykańskim ambasadorem w Holandii.
W latach 1820–1823 ponownie powrócił do Izby Reprezentantów Stanów Zjednoczonych jako przedstawiciel stanu Massachusetts. Podczas siedemnastej kadencji Kongresu Stanów Zjednoczonych przewodniczył obradom komisji sił zbrojnych kongresu (United States House Committee on Armed Services).
W latach 1823–1825 był gubernatorem stanu Massachusetts.